# Claire Tuggle
Claire Tuggle (8 de julio de 2004) es una deportista de Estados Unidos que compite en natación. Ganó una medalla de oro en el Campeonato Mundial Junior de Natación de 2019, en la prueba de 4 × 200 m libre, y tres medallas en el Campeonato Pan-Pacífico Junior de Natación de 2018.